# Highland Football League 1997–98
 Highland Football League 1997–98 với đội vô địch là Huntly lần thứ 5 liên tiếp, số chức vô địch liên tiếp dài nhất trong lịch sử Highland League. Nairn County đứng cuối bảng.

## Bảng xếp hạng
| XH | Đội              | Tr | T  | H | T  | BT  | BB  | HS  | Đ  |
| -- | ---------------- | -- | -- | - | -- | --- | --- | --- | -- |
| 1  | Huntly (C)       | 30 | 22 | 5 | 3  | 92  | 32  | +60 | 71 |
| 2  | Fraserburgh      | 30 | 21 | 5 | 4  | 69  | 31  | +38 | 68 |
| 3  | Peterhead        | 30 | 20 | 5 | 5  | 88  | 34  | +54 | 65 |
| 4  | Cove Rangers     | 30 | 19 | 4 | 7  | 100 | 39  | +61 | 61 |
| 5  | Elgin City       | 30 | 16 | 7 | 7  | 59  | 33  | +26 | 55 |
| 6  | Keith            | 30 | 15 | 6 | 9  | 65  | 54  | +11 | 51 |
| 7  | Forres Mechanics | 30 | 13 | 6 | 11 | 64  | 58  | +6  | 45 |
| 8  | Clachnacuddin    | 30 | 14 | 3 | 13 | 59  | 57  | +2  | 45 |
| 9  | Deveronvale      | 30 | 11 | 6 | 13 | 59  | 61  | −2  | 39 |
| 10 | Buckie Thistle   | 30 | 11 | 6 | 13 | 42  | 47  | −5  | 39 |
| 11 | Brora Rangers    | 30 | 10 | 4 | 16 | 54  | 66  | −12 | 34 |
| 12 | Lossiemouth      | 30 | 9  | 6 | 15 | 39  | 66  | −27 | 33 |
| 13 | Rothes           | 30 | 7  | 8 | 15 | 41  | 56  | −15 | 29 |
| 14 | Wick Academy     | 30 | 5  | 5 | 20 | 40  | 74  | −34 | 20 |
| 15 | Fort William     | 30 | 3  | 4 | 23 | 31  | 130 | −99 | 13 |
| 16 | Nairn County     | 30 | 3  | 3 | 24 | 30  | 94  | −64 | 12 |

Nguồn: Scottish Football Historical Archive - Highland League Final Tables
Quy tắc xếp hạng: 1. Điểm; 2. Hiệu số bàn thắng; 3. Số bàn thắng.
(VĐ) = Vô địch; (XH) = Xuống hạng; (LH) = Lên hạng; (O) = Thắng trận Play-off; (A) = Lọt vào vòng sau. 
Chỉ được áp dụng khi mùa giải chưa kết thúc: 
(Q) = Lọt vào vòng đấu cụ thể của giải đấu đã nêu; (TQ) = Giành vé dự giải đấu, nhưng chưa tới vòng đấu đã nêu.

Bản mẫu:Bóng đá Scotland 1997-98